# Ústredňa Židov
L'Ústredňa Židov (ÚŽ) fu lo Judenrat imposto alla comunità ebraica di Bratislava nella Repubblica Slovacca allineata all'Asse per attuare gli ordini nazisti durante l'Olocausto. 
Fu costituito su consiglio del funzionario delle SS Dieter Wisliceny; il primo leader, Heinrich Schwartz, fu rimosso dopo aver rifiutato di collaborare alle richieste delle autorità naziste e sostituito dall'inefficace Arpad Sebestyen. Il Dipartimento collaborazionista degli Affari speciali diretto da Karol Hochbergha aiutò le autorità a confiscare le proprietà ebraiche e a raccogliere le informazioni, utilizzate poi per arrestare e deportare gli ebrei. Tuttavia, la maggior parte dei membri di ÚŽ si concentrò sul fornire l'opportunità di emigrare e sul miglioramento del benessere sociale degli ebrei rimasti in Slovacchia, sebbene ostacolati dalla crescente mancanza di risorse della comunità. Inoltre, ÚŽ tentò di contrastare la deportazione corrompendo i funzionari slovacchi, riqualificando gli ebrei espulsi dalla loro precedente professione e migliorando ed espandendo i campi di lavoro per gli ebrei in Slovacchia. 
L'organizzazione clandestina della Resistenza assunse la guida di Ústredňa Židov nel dicembre 1943, e fin dalla sua formazione ÚŽ fu sfruttata come copertura per le attività di salvataggio illegali. Dopo l'invasione tedesca della Slovacchia nell'agosto 1944, ÚŽ fu sciolto e molti dei suoi membri furono arrestati e deportati nei campi di concentramento.

## Contesto storico
Il 14 marzo 1939 lo Stato slovacco proclamò la propria indipendenza dalla Cecoslovacchia, sotto la protezione tedesca; Jozef Tiso, un sacerdote cattolico, fu nominato presidente. Secondo l'Enciclopedia dei campi e dei ghetti, la persecuzione degli ebrei fu "fondamentale nella politica interna dello stato slovacco". Nel Primo arbitrato di Vienna del 1938 gli ebrei slovacchi furono incolpati dell'annessione all'Ungheria del 40% delle terre coltivabili della Slovacchia e del passaggio di 270.000 persone che dichiararono l'etnia cecoslovacca. Nei media controllati dallo Stato i propagandisti affermarono che gli ebrei erano sleali e che una "soluzione radicale della questione ebraica" era necessaria per il progresso della nazione slovacca.
In un processo supervisionato dall'Ufficio economico centrale, guidato dal funzionario slovacco Augustín Morávek, furono confiscate o liquidate 12.300 aziende di proprietà degli ebrei, privando così la maggior parte degli ebrei slovacchi del loro sostentamento. Sebbene gli ebrei fossero inizialmente definiti in base alla religione, il "Codice ebraico" del settembre 1941 (basato sulle leggi di Norimberga) li definì invece secondo l'ascendenza. Tra le 270 norme del Codice anti-ebraico ci fu l'obbligo di indossare i distintivi gialli, il divieto di contrarre matrimoni misti e la coscrizione degli ebrei abili al lavoro forzato.
Secondo il censimento del 1940, nello Stato slovacco vivevano circa 89.000 ebrei (poco più del tre per cento della popolazione), di estrazione molto variegata: circa i due terzi degli ebrei in Slovacchia erano ortodossi, molti dei quali erano fortemente antisionisti; gli altri appartenevano al giudaismo neologista o erano sionisti influenzati dalla cultura ebraico-tedesca. Gli ebrei sionisti ed i neologisti spesso si alleavano contro gli ortodossi.

## Istituzione
In risposta alle misure anti-ebraiche di fine 1939, i leader sionisti e neologisti istituirono un'organizzazione chiamata ŽÚÚ (Židovská Ústredná Úradovna pre krajinu Slovenska). Il ŽÚÚ tentò di negoziare con il governo slovacco per semplificare le misure anti-ebraiche, per aiutare gli ebrei ad emigrare e per fornire loro istruzione e benessere. Cercarono, senza successo, di convincere gli ebrei ortodossi ad unirsi all'organizzazione: la mancanza di cooperazione causò il collasso dello ŽÚÚ.
Nel settembre 1940 Dieter Wisliceny, in rappresentanza di Adolf Eichmann, direttore della sezione ebraica della Direzione generale per la Sicurezza del Reich, arrivò a Bratislava come Judenberater per la Slovacchia: il suo scopo fu quello di impoverire la comunità ebraica in modo che diventasse un peso per i gentili slovacchi, così da farne accettare la deportazione.
In base al decreto 234 del governo slovacco, approvato il 26 settembre, tutte le organizzazioni della comunità ebraica furono messe al bando e gli ebrei furono costretti a dare vita a Ústredňa Židov. Il primo Judenrat al di fuori del Reich e della Polonia occupata, ÚŽ fu anche l'unica organizzazione ebraica laica autorizzata ad esistere in Slovacchia; ereditò le proprietà delle organizzazioni ebraiche sciolte. Operò sotto il diretto controllo dell'Ufficio economico centrale, e tutti gli ebrei erano obbligati a diventarne membri. Gli uffici furono situati su più indirizzi del centro di Bratislava.
I leader della comunità ebraica erano divisi su come reagire a questi sviluppi politici: alcuni si rifiutarono di associarsi in ÚŽ con la convinzione che sarebbe stato sfruttato per attuare proprio le misure anti-ebraiche; altri videro la partecipazione in ÚŽ come modo di aiutare i compagni ebrei ritardando l'attuazione di tali misure. Di conseguenza, ÚŽ fu inizialmente guidato da ebrei che si rifiutarono di collaborare e si concentrarono su progetti di beneficenza come le mense per i poveri, per aiutare gli impoveriti dalle misure anti-ebraiche.
Il primo leader di ÚŽ fu Heinrich Schwartz, segretario di vecchia data della comunità ebraica ortodossa, scelto per la sua padronanza dello slovacco. Figura rispettata nella comunità ortodossa, fu osteggiato dai sionisti e dai neologisti, che comunque si unirono a ÚŽ come minoranza. Inizialmente i sionisti ed i neologisti lavorarono per minare l'autorità di Schwartz; temevano anche che Schwartz e la fazione ortodossa collaborassero con le autorità. Questi timori si rivelarono infondati; Schwartz cercò di sfuggire agli ordini anti-ebraici al meglio delle sue capacità, ritardandone l'attuazione. In particolare, sabotò il censimento degli ebrei da svolgere nella Slovacchia orientale con l'obiettivo di rimuoverli nell'ovest del paese; Wisliceny lo fece arrestare nell'aprile 1941. Il sostituto fu Arpad Sebestyen, che assunse invece una posizione di completa collaborazione con Wisliceny. In questo periodo le imprese ebraiche furono "arianizzate", il che causò una disoccupazione di massa nella comunità ebrea: molti ebrei che persero il lavoro cercarono impiego in ÚŽ con il supporto dell'Ufficio economico centrale, provocando quindi l'introduzione di "elementi indesiderati", disposti a collaborare.

## Dipartimenti

### Emigrazione
Il dipartimento per l'emigrazione di ÚŽ fu diretto da Gisi Fleischmann, una leader sionista nota per i suoi legami con le organizzazioni ebraiche internazionali. Tramite ambasciate e consolati dei paesi neutrali a Bratislava e Budapest il dipartimento tentò di aiutare gli ebrei ad emigrare. Gli ostacoli erano difficili da superare, ma alcuni ebrei riuscirono a emigrare; l'ultimo gruppo di 82 ebrei partì per il Mandato britannico della Palestina nell'aprile 1941.

### Benessere
La sfida principale di ÚŽ fu di fornire l'assistenza sociale agli ebrei privati dei mezzi di sussistenza utilizzando le sempre più scarse risorse della comunità ebraica. Nell'aprile 1941 24.767 ebrei persero lavoro, cioè il 76% degli occupati nel 1939; ad agosto ÚŽ fornì assistenza a 23.877 ebrei evadendo 1.500 richieste; l'aiuto consisteva in circa 3 corone slovacche al giorno per ogni adulto e 2 corone per ogni bambino. Le diverse mense per i poveri sfamarono più di 35.000 persone. L'organizzazione finanziò anche un ospedale, più orfanotrofi e case per anziani; inoltre finanziò l'assistenza sanitaria, istituendo cliniche gratuite dove praticarono i medici ebrei.
Il denaro proveniva dalle risorse ereditate dalle organizzazioni ebraiche sciolte e da organizzazioni internazionali, in particolare dal Joint Distribution Committee (JDC). ÚŽ riscuoteva dai propri membri anche i contributi associativi, ma a causa dell'impoverimento raccolse solo 15 dei 50 milioni di corone dovute fino al luglio 1941. Negli anni successivi la situazione finanziaria di ÚŽ peggiorò, mentre le richieste nei suoi confronti aumentarono a causa della progressiva esclusione degli ebrei dalla vita economica. Nonostante le ristrettezze finanziarie, ÚŽ fornì aiuto agli ebrei dei paesi vicini, che versavano in condizioni ancora peggiori, inviando pacchi in Germania, nel Protettorato di Boemia e Moravia e nel Governatorato Generale. Insieme alla Croce Rossa slovacca fornì anche cibo agli ebrei austriaci deportati nel campo di concentramento di Theresienstadt o in altre località dell'est.
Alla fine del 1941 il budget di ÚŽ fu tagliato di un terzo, mentre stava ancora lottando per fornire aiuti a decine di migliaia di ebrei sfollati dalle loro case. Nel 1943 e nel 1944 ÚŽ ricevette significative forniture di cibo e altro sostegno dalle organizzazioni ebraiche e non ebraiche dei paesi neutrali, mentre una nuova leadership dell'Ufficio economico centrale, più solidale con gli ebrei, liberò alcuni fondi. L'organizzazione fu finalmente in grado di uscire dalla crisi di alloggi e cercò di trovare lavoro per i suoi membri disoccupati, che rappresentavano la maggiore voce di spesa per ÚŽ, essendo i più vulnerabili alle deportazioni.

### Educazione e cultura
Il dipartimento dell'istruzione e della cultura riuscì a mantenere la maggior parte dei bambini a scuola grazie a un accordo con Jozef Sivák, il ministro dell'istruzione, solidale con gli ebrei. Alla fine dell'anno scolastico 1940-1941 61 scuole ebraiche riuscirono a istruire complessivamente 7.941 bambini, di cui 596 non frequentanti per mancanza di una scuola ebraica nella loro zona; agli ebrei fu infatti impedito di frequentare scuole non ebraiche. Il dipartimento pubblicò alcuni libri, tra cui Lo Stato ebraico di Theodor Herzl, la prima pubblicazione a promuovere il sionismo. L'Ufficio economico centrale impedì a ÚŽ di organizzare campi estivi per i giovani, ritenuti "attività indesiderabili". La maggior parte delle scuole ebraiche furono in seguito convertite per ospitare gli ebrei sfollati a causa del trasferimento su larga scala avvenuto alla fine del 1941; le attività educative dovettero quindi cessare.
Il dipartimento pubblicava anche l'unico giornale ebraico consentito, Vestník Ústredne Židov ("Gazzetta del centro ebraico"), distribuito a tutte le famiglie ebree, che invitava alla calma e alla disciplina, nel timore che la mancanza di cooperazione potesse causare rappresaglie per l'intera comunità ebraica, e pubblicizzava la sempre più irrealistica promessa di emigrazione in Palestina. Kamenec osserva che questa assoluta cooperazione e soppressione della resistenza fu esattamente ciò che lo Stato slovacco cercò di imporre agli ebrei.

### Non israeliti
Per gli ebrei convertiti al cristianesimo, nella gran parte dei casi il dipartimento non riuscì ad esentare i convertiti dalle misure anti-ebraiche. Sostenne che essere costretti a indossare la stella di David avrebbe avuto "gravi conseguenze dal punto di vista psicologico, educativo, familiare e religioso".

### Affari speciali
Wisliceny istituì un dipartimento per "Affari speciali" o "Compiti speciali" l'11 giugno 1941 per garantire la pronta attuazione dei decreti nazisti, nominando come direttore un ebreo viennese ambizioso e senza principi di nome Karol Hochberg. Il compito principale fu la raccolta di dati statistici da utilizzare per i futuri trasferimenti forzati. Il 4 ottobre 1941 il governo slovacco ordinò a 11.466 ebrei di Bratislava che non erano impegnati o sposati in un matrimonio interraziale di trasferirsi in quattordici città più piccole: Zvolen, Bardejov, Prešov, Humenné, Liptovský Mikuláš, Michalovce, Nové Mesto nad Váhom, Nitra, Žilina, Stropkov, Topoľčany, Trnava, Vrbové e Spišská Nová Ves. ÚŽ fu costretto a pagare il loro trasferimento, su cui supervisionò l'ufficio di Hochberg.
Per essere più efficiente, riorganizzò il dipartimento in sei suddivisioni che dovevano registrare gli ebrei, rintracciare chi non si era presentato per la deportazione, tenere traccia dei beni rubati, ecc. Furono confiscate proprietà per in valore di più di 160.000 corone, nonostante gli ebrei colpiti fossero più poveri della media. Hochberg sottrasse personalmente alcuni beni confiscati per corrompere Wisliceny. Secondo le statistiche ufficiali, all'inizio di dicembre furono spostate 5.679 persone e alla fine di marzo un totale di 6.720 furono trasferite nelle piccole città, senza contare alcuni imprigionati nei campi di lavoro.
A causa dell'inezia di Sebestyen, il dipartimento di Hochberg arrivò a controllare le operazioni di ÚŽ. Durante le deportazioni del 1942 il dipartimento lavorò alla categorizzazione degli ebrei. I registri furono utilizzati da varie agenzie slovacche, come l'Ufficio economico centrale e la Guardia di Hlinka, per preparare gli elenchi degli ebrei da deportare. Andrej Steiner, un impiegato di ÚŽ, informò la polizia slovacca dell'accettazione da parte di Hochberg di tangenti per conto di Wisliceny; Hochberg fu arrestato nel novembre 1942 e incarcerato per corruzione. Sebbene il collaborazionismo di Hochberg fosse fortemente osteggiato da gran parte della leadership di ÚŽ, rovinò la reputazione di ÚŽ nella comunità ebraica negli anni a venire, anche dopo che Hochberg perse il potere.

### Riqualificazione e campi di lavoro
Il lavoro del dipartimento del benessere comporto l'organizzazione da parte del dipartimento di riqualificazione, guidato da Oskar Neumann, dei corsi di riqualificazione per gli ebrei disoccupati, in vista della possibile emigrazione in Palestina. Neumann poté usare la sua posizione per estendere gli aiuti ai movimenti giovanili sionisti, banditi in precedenza. Nel febbraio 1941 fecero domanda di ammissione 13.612 persone, ma poche poterono essere accolte. A giugno 63 corsi riqualificarono 1.300 ebrei per i lavori agricoli. I programmi di riqualificazione dell'artigianato erano più difficili da attuare perché le imprese ebraiche vennero liquidate di lì a poco; ciò nonostante, a luglio a questi corsi parteciparono 605 persone. Molti in seguito lavorarono nei campi di lavoro in Slovacchia. ÚŽ pagò i corsi, compreso quello di insegnamento della lingua ebraica e della vita nel futuro stato ebraico.
Come ulteriore passo per ridurre la disoccupazione, ÚŽ istituì campi e centri di lavoro, attività approvata con un decreto dell'aprile 1941. Sebbene avesse a che fare con la coscrizione al lavoro discriminatoria di tutti gli uomini ebrei di età compresa tra 18 e 60 anni, portò benefici agli ebrei disoccupati. Il primo centro fu aperto a Strážke nella primavera del 1941; a settembre circa 5.500 ebrei lavoravano in 80 siti diversi. Le aziende che impiegavano gli ebrei sfruttavano la manodopera a basso costo, ma i salari rispettavano il minimo di legge. 
Alla fine dell'anno la maggior parte di questi centri fu sciolta, ufficialmente a causa delle dure condizioni meteorologiche. Secondo lo storico slovacco Ivan Kamenec, la vera ragione fu che lo Stato slovacco stava progettando di deportare i lavoratori ebrei. Invece furono allestiti tre campi grandi a Sereď, Nováky e Vyhne. ÚŽ ne finanziò la costruzione nell'autunno del 1941, nonostante il governo lo avesse scoraggiato in previsione di deportazione.
Durante le deportazioni il dipartimento del benessere aiutò gli ebrei indigenti costretti nei centri di raccolta per la deportazione, fornendo coperte e provviste. Questi sforzi furono inadeguati per alleviare le precarie condizioni abitative, alimentari e sanitarie. La disperata leadership ebraica slovacca cercò di usare i campi come un modo per salvare gli ebrei imprigionati. Alois Pecuch, direttore dei campi, e altri furono corrotti per impedire la deportazione degli ebrei che vi lavoravano, ma molti comandanti locali ignorarono le loro istruzioni in tal senso. Sereď e Nováky furono usati come centri di concentramento e i loro lavoratori destinati alla deportazione sugli ultimi treni dell'autunno 1942. Gli ebrei deportati dalla Slovacchia dovettero firmare una dichiarazione di cessione delle loro proprietà alla ÚŽ. Alla fine del 1942 in questi tre campi vivevano 2.500 ebrei, dei 18.945 legalmente presenti.
Nel marzo 1943 fu istituito l'Ufficio centrale per i campi di lavoro ebraici (Ústredná kancelária pre pracovné tábory Židov) per aumentare la produzione nei campi di lavoro. L'Ufficio migliorò anche le condizioni nei campi costruendo nuovi edifici e organizzando delle attività culturali per i prigionieri, nel contempo la corruzione delle guardie del campo continuò con lo scopo facilitare la vita dei detenuti.

### Ricorsi
Durante le deportazioni del 1942 fu creato un Dipartimento d'Appello, guidato da Tibor Kováč, per garantire che le esenzioni dalla deportazione fossero onorate. Il dipartimento aiutò anche gli ebrei a richiedere queste esenzioni. Gli operatori di questo dipartimento fecero di tutto per salvare gli ebrei: alcuni furono arrestati e deportati mentre tentarono di ottenere il rilascio di altri ebrei dai centri di detenzione. Esistono poche informazioni su quanto successo abbiano avuto questi tentativi.

## La resistenza
Nell'estate del 1941, diversi membri ÚŽ insoddisfatti si raccolsero attorno a Gisi Fleischmann, che iniziò a tenere riunioni per il nascente gruppo di resistenza nel suo ufficio. Nel 1942, questo gruppo fu formalizzato in un'organizzazione clandestina nota come Gruppo di lavoro: fu una sorta di alleanza interna alle fazioni ideologiche presenti in UŽ, guidata da Fleischmann e dal rabbino ortodosso antisionista Michael Dov Weissmandl. Tra gli altri membri ci furono Oskar Neumann, Tibor Kováč, il rabbino neologista Armin Frieder e l'architetto apolitico Andrej Steiner. La storica israeliana Livia Rothkirchen sottolinea che i membri del Gruppo di lavoro operarono nella duplice veste di membri della resistenza e di rappresentanti ufficiali, coordinando le attività legali ed illegali, il che rese difficile distinguere le attività dei due gruppi; nota inoltre che i successi del Gruppo di lavoro si ebbero in gran parte grazie alla posizione ufficiale di ÚŽ.
La censura della corrispondenza e dei bollettini si intensificò all'inizio del 1942 per evitare che ÚŽ mettesse in guardia la popolazione ebraica durante le deportazioni. Dopo che il 3 marzo 1942 trapelò la notizia delle imminenti deportazioni, molti ebrei si recarono negli uffici di ÚŽ a Bratislava per avere conferma. Diversi funzionari ÚŽ firmarono una petizione che dettagliò gli argomenti economici per trattenere gli ebrei in Slovacchia e la spedirono illegalmente a Tiso. Anche il presidente di ÚŽ, Arpad Sebestyen, scrisse una petizione sostenendo che gli ebrei potessero servire come fonte di manodopera a basso costo in Slovacchia, per il profitto delle società slovacche, e la inviò illegalmente al parlamento slovacco. Questi sforzi non riuscirono a fermare o ritardare le deportazioni. Nonostante la censura, ÚŽ riuscì a inserire degli avvertimenti segreti nelle circolari ufficiali.
Successivamente, il Gruppo tentò di impedire la deportazione degli ebrei corrompendo i funzionari tedeschi e slovacchi. Sebestyen fu a conoscenza delle attività del Gruppo e non fece alcuno sforzo per fermarle né li denunciò alle autorità. Nel dicembre 1943, una riorganizzazione del governo slovacco causò il licenziamento di Sebestyen. Alla comunità ebraica fu permesso di scegliere il suo successore e fu votato all'unanimità Oskar Neumann, già uno dei suoi membri, assumendo di fatto il controllo di ÚŽ. Neumann si concentrò sul recupero della reputazione di ÚŽ nella comunità ebraica, gli attivisti del Gruppo distribuirono persino le informazioni sulle operazioni di salvataggio nei messaggi ufficiali ÚŽ.

## Scioglimento
A causa dell'imminente sconfitta militare della Germania, gran parte della popolazione slovacca, insieme alla leadership dell'esercito, cambiò alleanza verso gli Alleati. L'aumento dell'attività partigiana in montagna causò un problema agli ebrei e la leadership in particolare: il governo slovacco ordinò la rimozione degli ebrei dalla Slovacchia orientale e la leadership ÚŽ fu in grado di evitare il loro reinsediamento nei campi. Il 29 agosto 1944, la Germania invase la Slovacchia in risposta all'aumento dei sabotaggi partigiani e nello stesso giorno scoppiò la rivolta nazionale slovacca che fu schiacciata entro la fine di ottobre. Gli ebrei, che combatterono con i partigiani in numero consistente, furono accusati della rivolta, fornendo ai tedeschi il motivo per attuare la soluzione finale.
Eichmann inviò il SS- Hauptsturmführer Alois Brunner a Bratislava per sovrintendere alla deportazione e all'omicidio di circa 25.000 ebrei sopravvissuti in Slovacchia. Subito dopo l'invasione tedesca, Neumann sciolse ÚŽ e disse ai suoi membri di nascondersi o di fuggire. I dipendenti di ÚŽ subirono la stessa sorte dei rimanenti ebrei slovacchi; la maggior parte fu deportata nei campi di concentramento. Tra i membri di spicco di UŽ, Hochberg fu giustiziato come collaboratore dai partigiani ebrei durante la rivolta, Fleischmann fu ucciso nel campo di concentramento di Auschwitz, e Neumann sopravvisse alla deportazione a Theresienstadt. Frieder, Steiner e Kováč riuscirono a evitare la deportazione. Frieder morì nel 1946 per una malattia cardiaca, Steiner emigrò negli Stati Uniti, e Kováč si suicidò nel 1952 dopo aver subito delle molestie da parte della polizia segreta.

### Approfondimenti
- (HE) Fatran Gila, מרכז היהודים ה-או"ז'-Ústredňa Židov (ÚŽ): ארגון משתפי פעולה או ארגון הצלה יהודי סלובאקיה, 1938-1944 The Jewish Center, an Organization of Collaboration or Rescue: the Jews of Slovakia 1938-1944, a cura di Bauer Yehuda, Hebrew University of Jerusalem, 1988, OCLC 741082058.
- Hradská Katarína Mešková, Vznik a činnosť Židovskej ústrednej úradovne, in Forum Historiae, vol. 13, n. 1, 2019,  pp. 116-130, DOI:10.31577/forhist.2019.13.1.8.
- Nešťáková Denisa, The Jewish Centre and Labour Camps in Slovakia, in Karoline Georg, Verena Meier e Paula A. Oppermann (a cura di), Between Collaboration and Resistance. Papers from the 21st Workshop on the History and Memory of National Socialist Camps and Extermination Sites, Berlino, Metropol, 2019,  pp. 117-145, ISBN 978-3-86331-503-0.
- Nešťáková Denisa, Jewish Reactions to the anti-Semitic policies in Slovakia on the pages of the Gazette of the Jewish Center (1941 – 1944), in Judaica et Holocaustica, vol. 9, 2019,  pp. 25-54.

| Controllo di autorità | VIAF (EN) 173386289 · J9U (EN, HE) 987007519137905171 |